# 짐사저이
이 문서의 광둥어 명칭 ("짐사저이")은 위키백과 자체의 광둥어 표기법을 따른 것입니다. 따라서 통용 표기법과는 다를 수 있습니다.

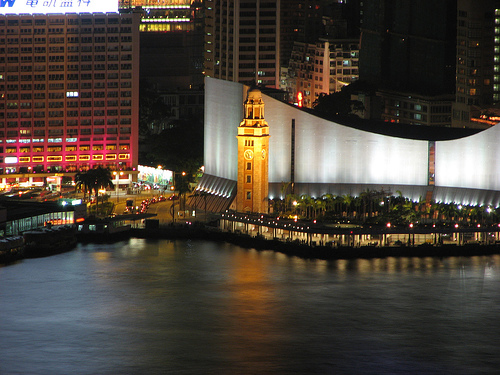
짐사저이 종루 주변의 야경

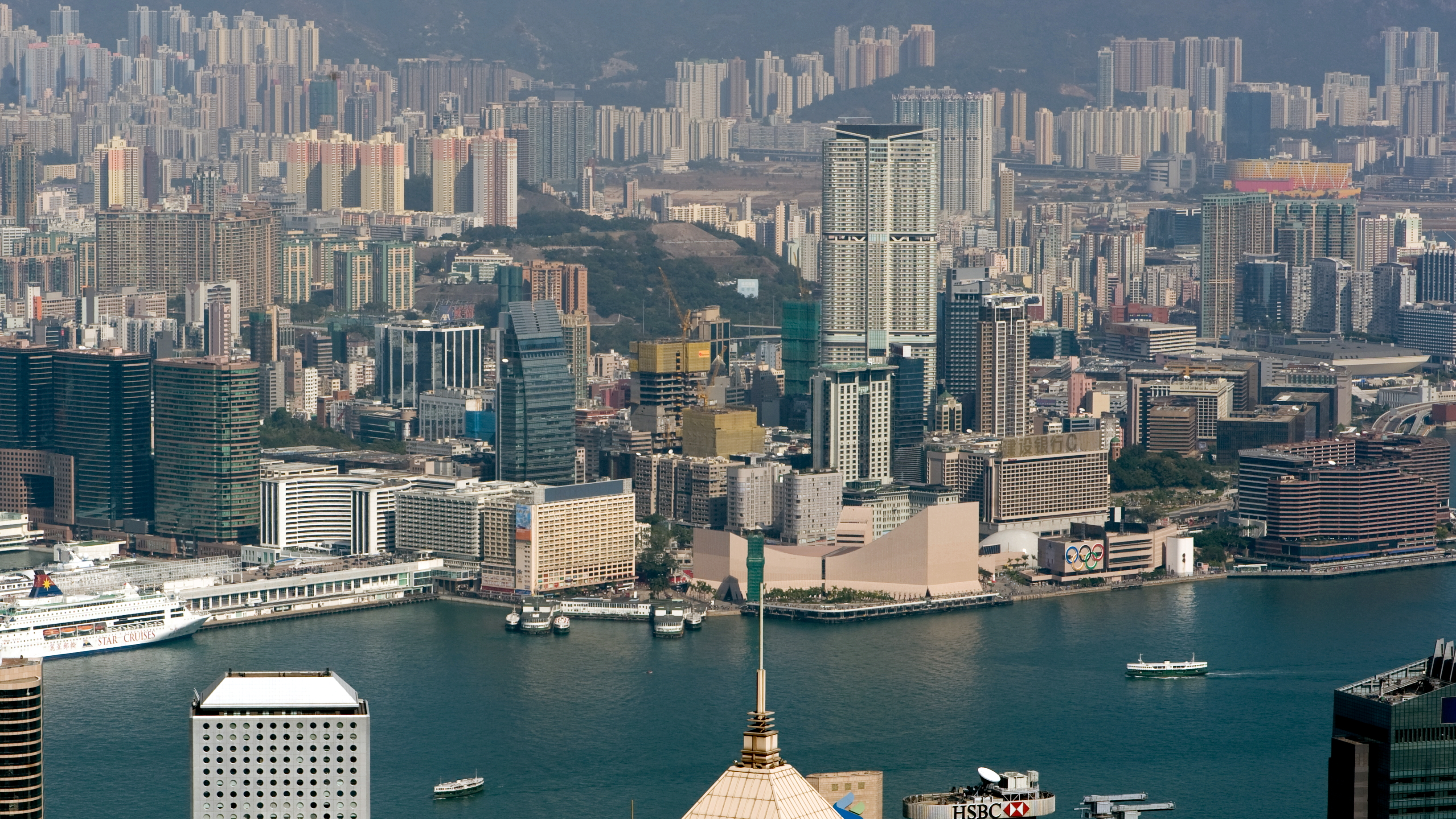
짐사저이의 정경

침사추이(영어: Tsim Sha Tsui, 중국어: 尖沙咀, 월병: zim1 saa1 zeoi2 (짐사저이), 한자음: 첨사저)는 홍콩에 있는 가우룽 남단의 상업지구이다.

## 지리
야우짐웡 구에 속한다. 조던로드(佐敦道,Jordan Rd)와 개스코인로드(加士居道, Gascoine Rd) 이남 및 홍콩 지하철 췬완 선 이서로 둘러싸인 지구를 가리킨다. 또 조던로드와 오스틴로드(柯士甸道, Austin Rd)에 둘러싸인 지역을 통칭 조던(佐敦)으로 부르고, 또 채텀로드사우스(漆咸道南)와 홍콩 지하철 동철선으로 둘러싸인 지역을 짐사저이둥(尖沙咀東), 통칭 짐둥(尖東,East Tsim Sha Tsui)으로 부른다.

## 개요
가우룽에서 가장 활기를 보이는 상업지역으로, 상점 및 더 페닌슐라 홍콩, 인터컨티넨탈 홍콩, 샹그릴라 호텔, 호텔 닛코 홍콩과 같은 고급 호텔들이 많이 서있다. 가우룽과 홍콩섬을 연결하는 스타 페리의 승강장과 홍콩 지하철 동철선의 침둥 역, 홍콩 지하철 췬완 선의 짐사저이 역 및 버스 터미널도 있어, 홍콩 교통의 요충지 역할을 한다.
역전은 왕래가 매우 많고 여러 인종의 사람들이 붐빈다. 영화 중경삼림의 무대나 된 중경대하도 역에서 바로 있고, 값싼 여인숙이나 인도 요리점, 환전소가 있다. 대안의 중완에 비해 어수선한 상점이 처마를 나란히 하고 있지만 사무용 빌딩에는 기업의 사무소도 많다.
홍콩 태공관이나 홍콩 예술관, 홍콩 과학관 등의 문화 시설, 홍콩의 기상청에 해당되는 홍콩 천문대, 중국 대륙 방면 전용의 페리 부두인 중강 부두, 군용 철거지가 있던 옥내·옥외 풀이 있는 가우룽 공원이 이곳에 있다. 서안의 광둥 길가에는 근대적인 사무용 빌딩이나 쇼핑센터가 늘어서 있다. 또 여기에서 볼 수 있는 센트럴의 야경은 빅토리아 피크와 함께 유명하다.

## 같이 보기
- 웡곡
- 코즈웨이베이